# Meesterwerken bij de vleet
Meesterwerken bij de vleet is het 16de stripverhaal van De Kiekeboes. De reeks wordt getekend door striptekenaar Merho.

## Verhaal
Fanny besluit op haar eentje te gaan wonen. Haar buurvrouw Rosemarie De Bruin is een nogal bizarre kunstschilderes. Wanneer er plots oude schilderijen opnieuw in omloop komen en de kunstkenner Beauregard Van Achteren, tevens vriend van Moemoe, steeds in de buurt is, krijgt het zaakje een reukje.

## Achtergrond
In strook 8 maakt het personage Moemoe haar debuut.